# Villabasta de Valdavia
Villabasta de Valdavia è un comune spagnolo di 40 abitanti situato nella comunità autonoma di Castiglia e León.